# Katherine LaNasa
Katherine LaNasa (New Orleans, Louisiana, 1 december 1966) is een Amerikaans actrice. Ze is het meest bekend van haar rol van Bess Bernstein-Flynn Keats in de series Three Sisters.

## Film
- Alfie (2004)
- The Lucky Ones (2008)
- Valentine's Day (2010)
- Jayne Mansfield's Car (2012)
- The Campaign (2012)
- The Frozen Ground (2013)

## TV
- The Heart of Justice (1992) (televisiefilm)
- Three Sisters (2001-2002)
- Judging Amy (2003-2005)
- Justice (2006-2007)
- 12 Miles of Bad Road (2006-2008)
- Two and a Half Men (2006-2011)
- Deception (2013)
- Devious Maids (2016)

- International Standard Name Identifier: 0000 0000 3555 7352
- Library of Congress Control Number: n97845755
- Virtual International Authority File: 33753377
- WorldCat: E39PBJhGWG7qTTBmY8kkKTWqwC